# اختبار لب الأسنان
اختبار لب الأسنان (بالإنجليزية : Dental pulp test (DPT)) أو اختبار حساسية اللب هو تقنية في طب الأسنان تستخدم لتشخيص صحة لب الأسنان . وهي مفيدة و أساسية في التشخيص في طب لب الأسنان. ويمكن إجراء اختبار حساسية اللب إما بواسطة الوسائل الحرارية أو الكهربائية من أجل تقييم صحة اللب وفقا للاستجابة الحسية. لا ينبغي الخلط بين اختبار تهيج اللب مع اختبارات حيوية اللب، مثل قياس التدفق دوبلر الليزر (laser Doppler flowmetry) وقياس التأكسج (pulse oximetry)، والتي تحدد وجود أو عدم وجود تدفق الدم داخل لب الأسنان.

## الأنواع

### فاحص حيوية اللب الكهربائي
فاحص حيوية اللب الكهربائي (Electric pulp testing (EPT)) عن طريق وضع الفاحص على السن الذي سيتم اختباره بعد وضع قطرة من معجون التوصيل. عادة ما يكون لعاب المريض أو معجون الأسنان كافٍ كموصل للكهرباء. يتم زيادة التيار الكهربائي تدريجيا حتى يشير المريض إلى الإحساس، والذي يتكون من النقر أو الطنين في السن. ويكرر الاختبار على الأسنان المجاورة . يتم تسجيل أدنى تيار يمكن إدراكه حسيًا لكل سن.
وتوجد بعض المخاوف من استخدام فاحص حيوية اللب الكهربائي، فقد يشكل  الجهاز خطر على المرضى المستخدمون للمنظم القلبي فقد يتسبب في اضطراب نظام القلب بتداخله مع المنظم القلبي، وكانت هذه المخاوف نتيجة لدراسة أجريت على كلب عام 1970، وقد كان المنظم القلبي بسيط الصنع. مع تطوره أجريت دراسات حديثة أظهرت عدم تأثره بفاحص اللب الكهربائي أو بأي أجهزة طب الأسنان الكهربائية المماثلة.
ومن المعروف أن فاحص اللب الكهربائي لا يمكن الاعتماد عليه في كثير من الحالات، فهو مثلًا يؤدي إلى نتائج كاذبة في الأسنان الصحية الغير ناضجة ذات الجذور الغير مكتملة، وأيضًا في حالة تكلس قناة اللب.

### اختبار حراري
يشمل الاختبار الحراري وضع أداة ساخنة وهي الأكثر شيوعًا، أو أداة باردة وقد تكون مادة باردة (مثل كلورو الإيثان) على السن.

## أهمية سريرية
في حالة عدم وجود استجابة من الأسنان فإن ذلك يشير عمومًا إلى وجود نخر لبي أو خراج سني، فيدل ذلك على ضرورة عمل معالجة للب الأسنان أو خلع السن. أما في حالة الاستجابة السريعة جدا بالمقارنة مع الأسنان المجاورة فيدل ذلك عمومًا إلى التهاب اللب وينبأ بموت اللب. الاستجابة المتماثلة للأسنان المتجاورة تشير إلى صحة الأسنان.

## صور

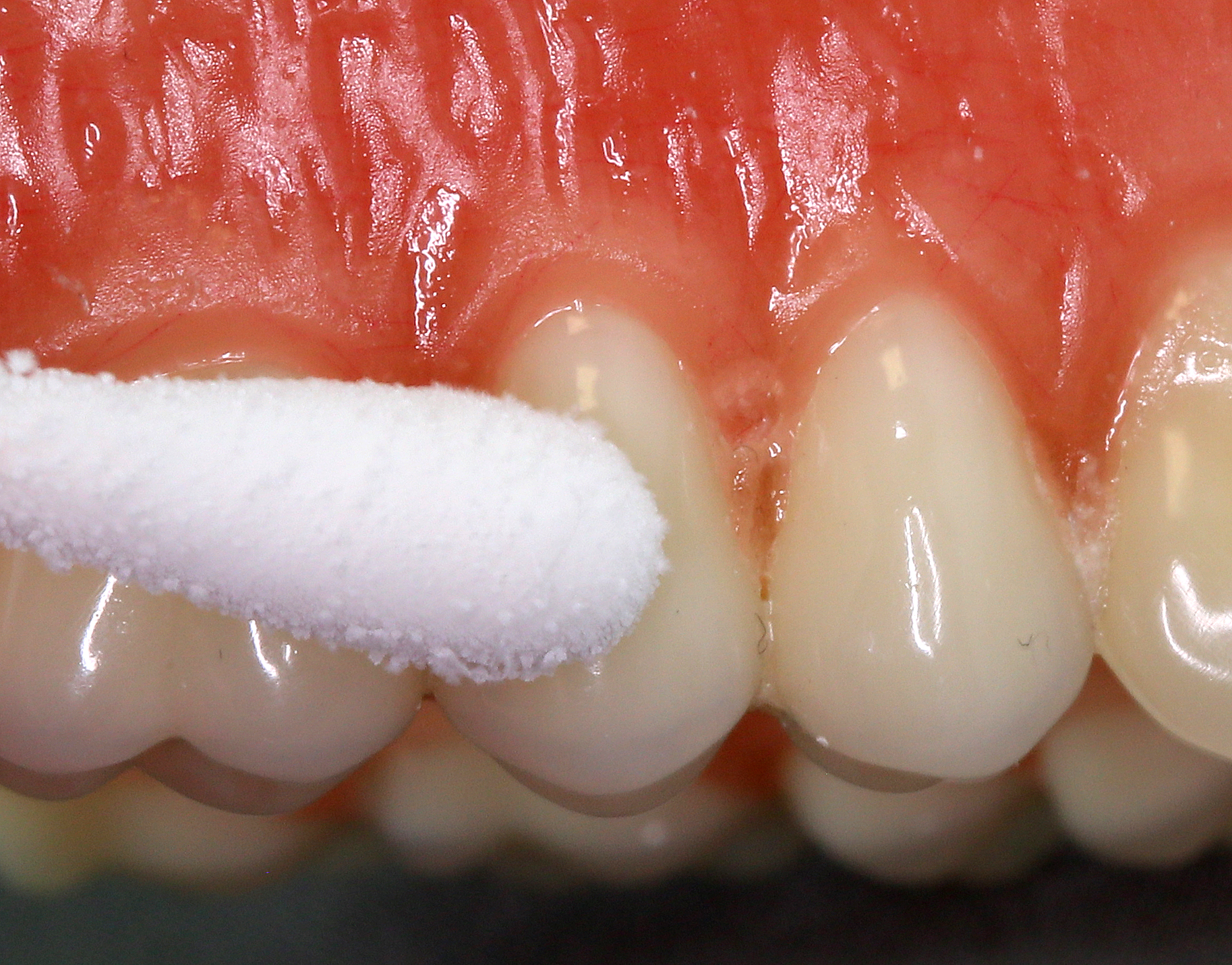
Ethyl chloride on a cotton applied to a tooth to measure its response to cold stimulus
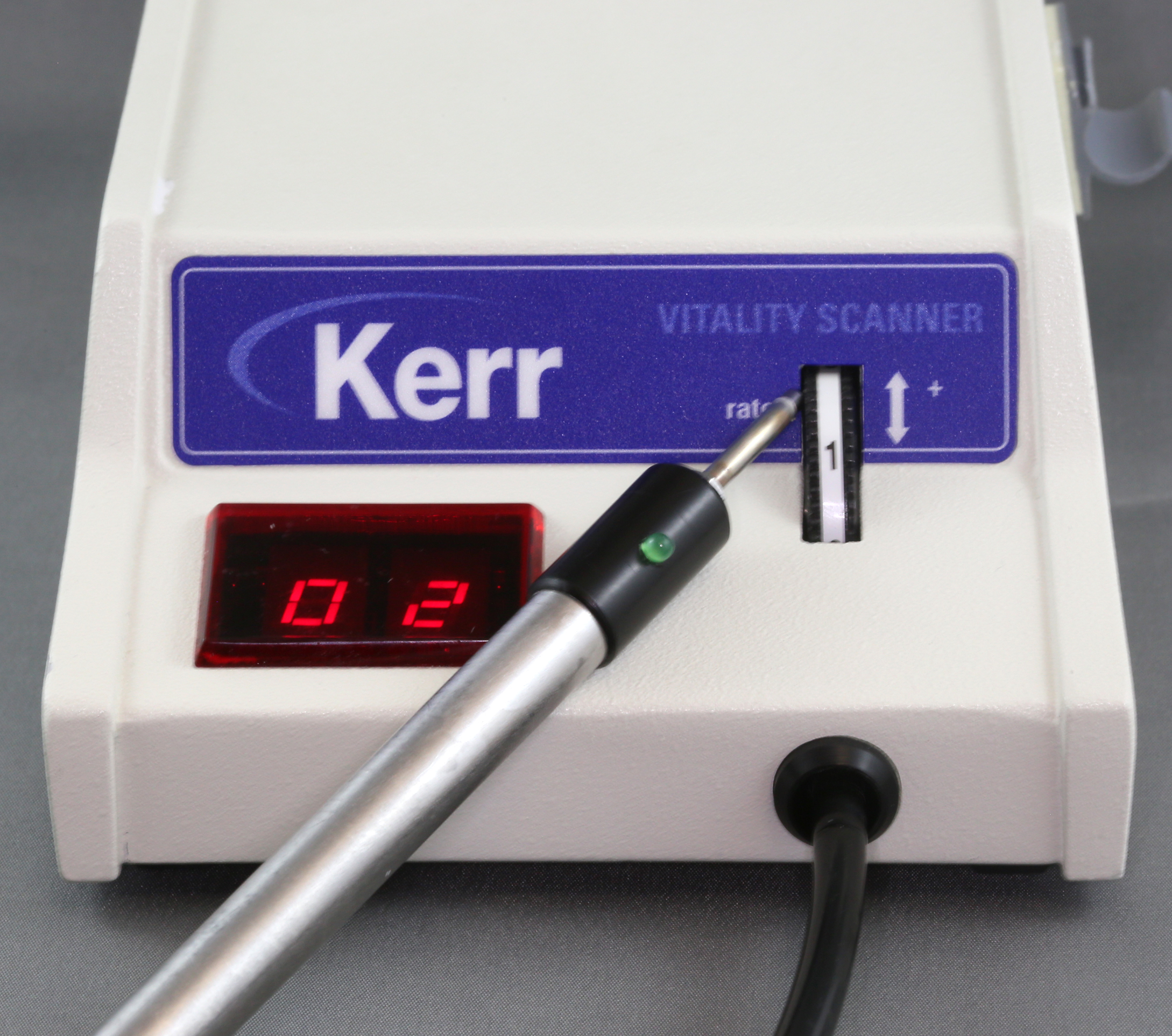
Electric pulp testing unit